# بوگاتیر (استان پاولودار)
بوگاتیر (انگلیسی: Bogatyr) یک شهرک در استان پاولودار کشور قزاقستان است.